# Pawłów (Wołomin)
Pour les articles homonymes, voir Pawłów.

Pawłów (prononciation : [ˈpavwuf]) est un village polonais de la gmina de Tłuszcz dans le powiat de Wołomin de la voïvodie de Mazovie dans le centre-est de la Pologne.

## Histoire
De 1975 à 1998, le village appartenait administrativement à la voïvodie d'Ostrołęka.